# Brantice
Brantice (niem. Bransdorf) – gmina w Czechach, w powiecie Bruntál, w kraju morawsko-śląskim. Według danych z dnia 1 stycznia 2012 liczyła 1341 mieszkańców.
Dzieli się na dwie części:
- Brantice
- Radim

W miejscowości jest stacja kolejowa Brantice.

## Galerie

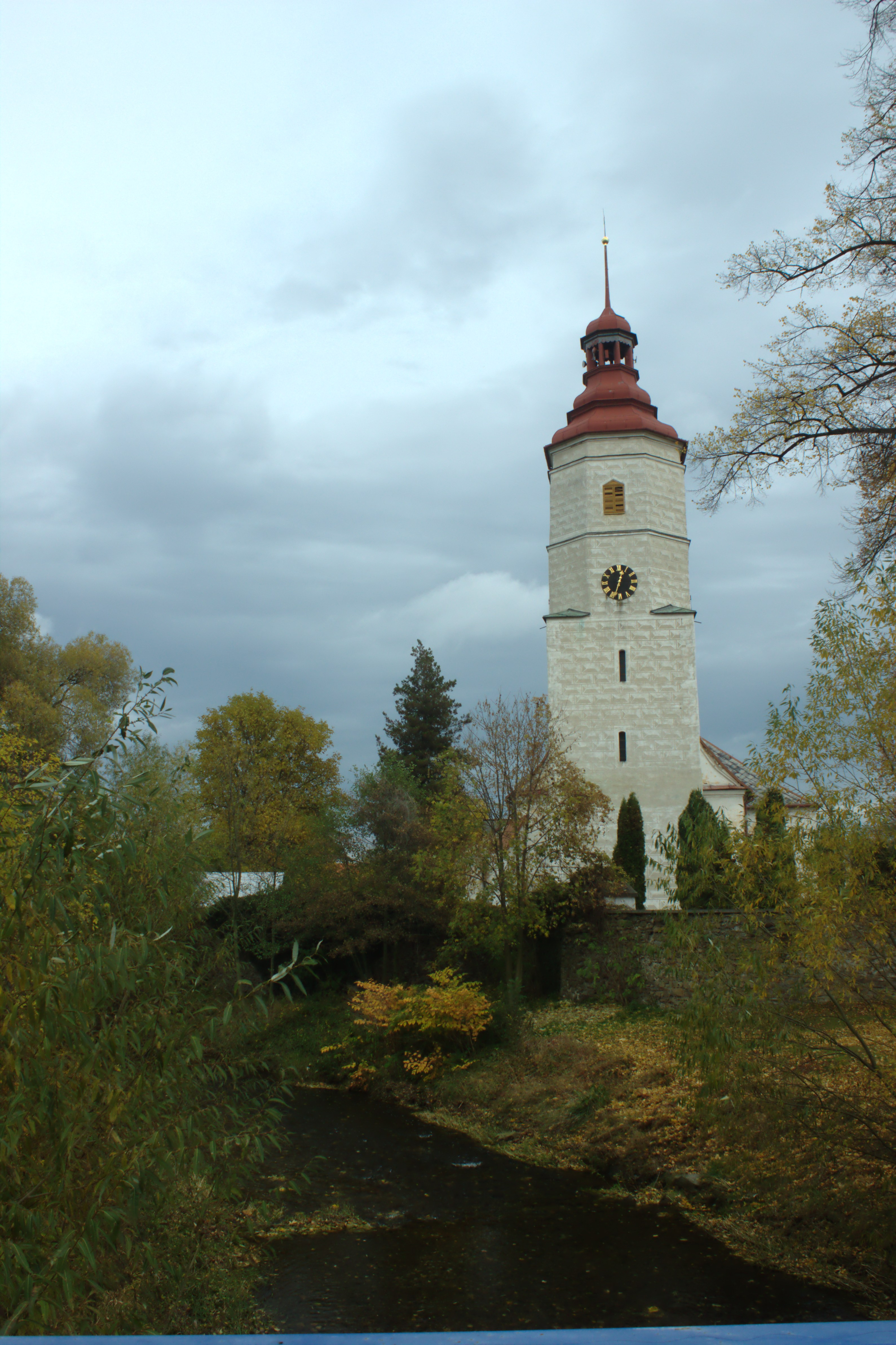
Kościół Wniebowzięcia Najświętszej Marii Panny
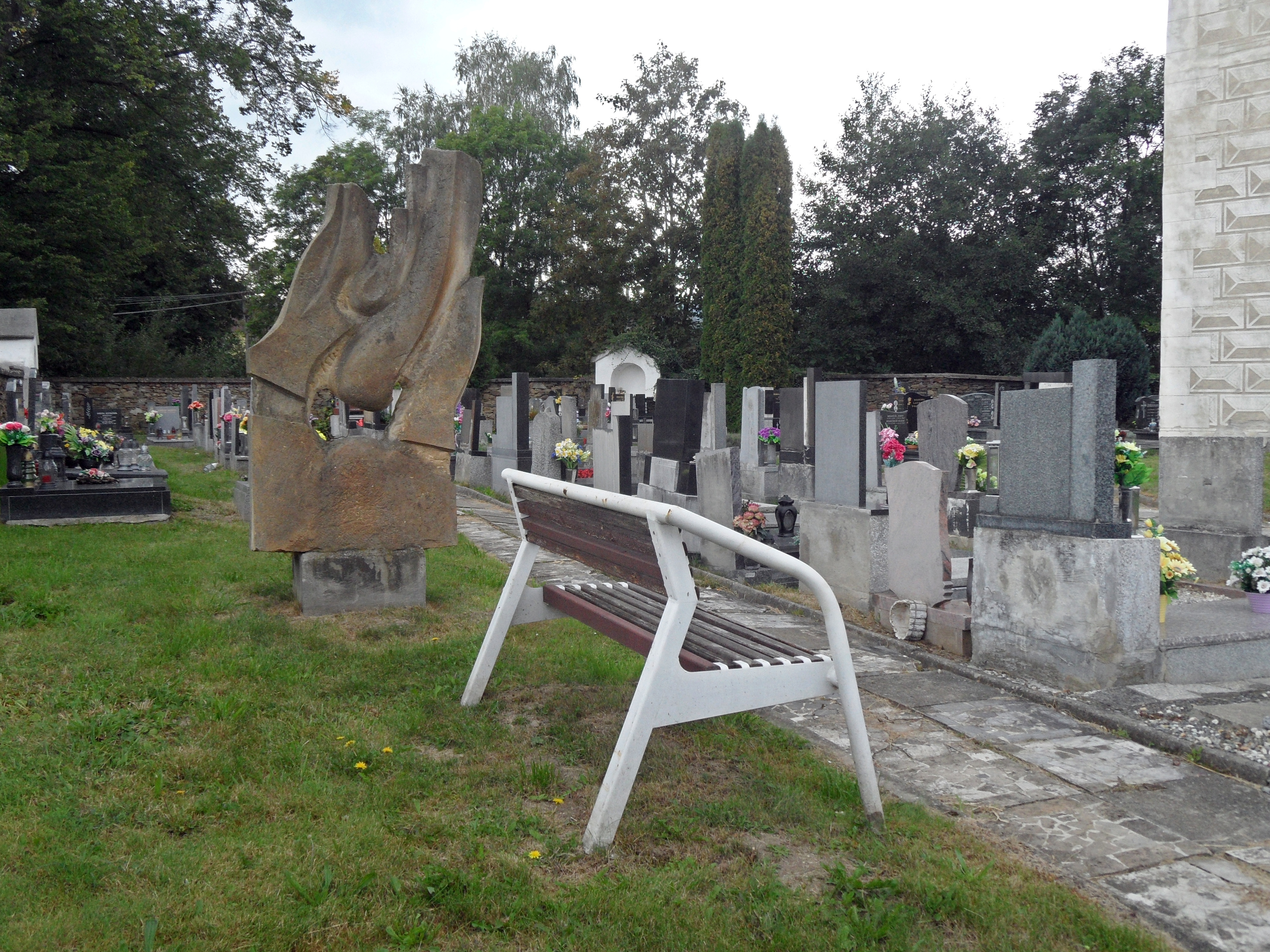
Cmentarz przy kościele
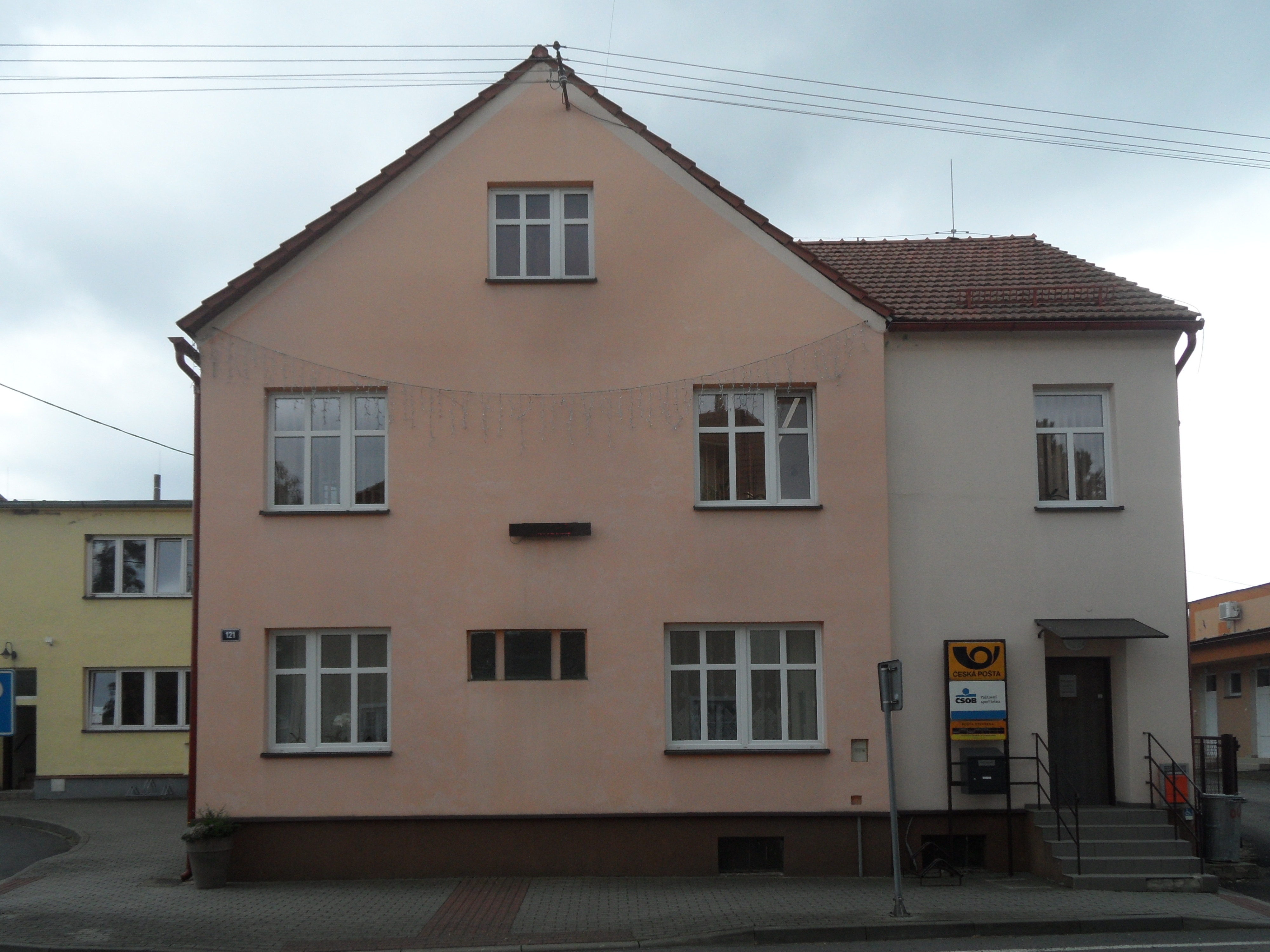
Poczta